# Озолиньш, Алфредс
А́лфредс О́золиньш (латыш. Alfrēds Ozoliņš; 1 сентября 1895, Рембатская волость, ныне Латвия — 2 июня 1986, Буффало) — латвийский виолончелист.
Учился в Риге у Язепа Медыня и Отто Фогельмана, в 1916—1917 гг. в Московской консерватории у Альфреда Глена. В 1920—1923 гг. совершенствовал своё мастерство у Хуго Беккера в Берлине и Юлиуса Кленгеля в Лейпциге.
По возвращении в Латвию играл в оркестре Рижского радио, с 1927 года концертмейстер виолончелей. Выступал в составе различных камерных ансамблей, в том числе в квартете Алберта Берзиня. Преподавал в Латвийской консерватории с её основания, с 1934 года профессор, несколько раз занимал должности декана и проректора. С 1927 года председатель Латвийского объединения музыкантов.
В 1944 году бежал в Германию, с 1949 года в США. В 1951—1955 гг. преподавал виолончель в Сиракузском университете, некоторое время вёл также класс русского языка. В 1955—1965 гг. играл в Филармоническом оркестре Буффало.
Первая жена — Лилия Калныня-Озолиня (латыш. Lilija Kalniņa-Ozoliņa; 1903—1934), пианистка. Её самоубийство вызвало крупный медийный скандал: жёлтая пресса писала, что причиной трагедии стал адюльтер с композитором Янисом Медыньшем.